# Магр, Морис
Морис Магр (фр. Maurice Magre; 2 марта 1877, Тулуза — 11 декабря 1941, Ницца) — французский поэт, писатель и драматург.
Написал свои первые стихи в возрасте 14 лет. Его первый сборник стихов был опубликован в 1895 году. В 1898 году в Париже были опубликованы четыре его поэтических сборника. Всю первую половину своей жизни он жил жизнью богемы. Несмотря на сомнительную репутацию, стал известным и уважаемым автором. По случаю выхода в свет его книги в 1924 году газета «Фигаро» сообщала: «Магр — анархист, индивидуалист, садист, опийный наркоман. В нём есть все пороки, но он очень большой писатель. Вы должны прочитать его книги».
Во второй половине жизни интересовался мистикой, изучал учение Елены Блаватской, в 1935 году предпринял поездку в Индию для встречи с Шри Ауробиндо.
В 1930-х годах опубликовал несколько книг научно-художественного содержания, в частности, в 1934 году — популярный очерк «Пираты и флибустьеры» (Pirates et Flibustiers).
Его исторические романы «Кровь Тулузы» (Le Sang de Toulouse, 1931) и «Сокровище альбигойцев» (Le Trésor des Albigeois, 1938) посвящены ереси катаров и крестовому походу против них. В отличие от других авторов, писавших на эту тему, Магр не только воспроизвел историческую панораму событий первой четверти XIII века на юге Франции, но и проанализировал гностические и манихейские корни синкретического религиозно-философского учения катаров, впитавшего, по его мнению, в себя элементы кельтской традиции — под влиянием друидов, якобы скрывшихся некогда от церковных гонений в Пиренеях. Также, по утверждениям Магра, катары немало заимствовали, особенно в доктринальном и теогоническом аспектах, от индуизма и буддизма, семена которых могли занести в Лангедок странствующие тибетские монахи.

## Издания на русском языке
- Сокровище альбигойцев / Пер. с франц. И. О. Белавина, Е. В. Морозовой. Сост. В. Крюкова. — М.: Энигма, 2009. — 608 с. — (Коллекция «Гримуар»). — ISBN 978-5-94698-069-6
- Присцилла из Александрии (фр. Priscilla d’Alexandrie (роман, 1925 г.)) / Пер. с франц. — М.: Мир книги; Литература, 2013. — 224 с. — (Женские лики — символы веков). — ISBN 978-5-486-03093-2
- Кровь Тулузы (авторский сборник) / Пер. с франц. Е. В. Морозовой. — М.: Вече, 2017. — 416 с. — (Всемирная история в романах). — ISBN 978-5-4444-1182-7